# Рашида
Раши́да Фрост (англ. Rasheeda Frost), в девичестве — Ба́нкер (англ. Buckner; 25 мая 1982, Атланта, Джорджия, США) — американский рэпер и актриса.

## Биография
Рашида Банкер (фамилия Фрост в девичестве) родилась 25 мая 1982 года в Атланте (штат Джорджия, США).
Рашида начала свою музыкальную карьеру в 1998 году и в настоящее время она записала 6 музыкальных студийных альбомов.
С 1999 года Рашида замужем за своим менеджером Кирком Фростом. У супругов есть два сына — Кай Фрост (род.04.10.2000) и Картер Фрост (род.21.08.2013).

## Студийные альбомы
- 2001: Dirty South
- 2006: GA Peach
- 2007: Dat Type of Gurl
- 2009: Certified Hot Chick
- 2012: Boss Chick Music

## Независимые альбомы
- 2002: A Ghetto Dream

## Миксы
- August 20, 2009: Terrestrial B%$C#
- September 27, 2009: Boss Bitch Music'
- September 27, 2009: 'Ground Breaker
- March 11, 2010: Boss Bitch Music Vol.2
- April 18, 2011: Boss Bitch Music Vol.3
- January 30, 2012: Boss Bitch Music Vol.4